# Chloramine-T
Pour les articles homonymes, voir Chloramine.
On appelle chloramine-T, le N-chloro-tosylamide de sodium. C'est un sulfamidé N-chloré et N-déprotoné utilisé comme biocide et désinfectant. Il se présente sous la forme d'une poudre blanche cristalline qui donne des solutions instables dans l'eau.
Le produit est utilisé dans l'industrie pour le blanchiment des textiles, la conservation des livres ou comme antiseptique dans les piscines.
En aquaculture, la chloramine-T est utilisée comme antibactérien contre les affections bactériennes des branchies et la columnariose.

## Chimie
En tant que composé N-Cl-, il contient du chlore actif (électrophile) et peut être comparé à l'hypochlorite Cl-O-. La chloramine-T est plutôt neutre (pH typiquement de 8,5). Dans l'eau, elle libère le désinfectant hypochlorite. Elle peut être utilisée comme source de chlore électrophile en synthèse organique.
Le soufre adjacent à l'azote peut stabiliser un anion R2N−, de telle sorte que le N-chloro-sulfonyamide peut avoir un azote déprotoné, même en présence du seul hydroxyde de sodium.

## Propriétés
La chloramine-T est utilisée comme désinfectant et comme algicide, bactéricide, germicide, contre les parasites et pour désinfecter l'eau potable. La structure moléculaire du toluènesulfonylamide est similaire à l'acide para-aminobenzoïque, un intermédiaire dans le métabolisme bactérien, qui est rompu par ce sulfonamide. De plus, la chloramine-T est capable d'éviter le développement bactérien selon deux mécanismes, par l'extrémité phénylsulfonamide et par le chlore électrophile.